# Éric Meloche
Éric Meloche (* 1. Mai 1976 in Lachute, Québec) ist ein kanadischer Eishockeyspieler, der zuletzt für die Cornwall River Kings aus der Ligue Nord-Américaine de Hockey spielte. Sein Vater Gilles Meloche war professioneller Eishockeytorwart und für mehrere NHL-Franchises aktiv.

## Karriere
Meloche begann seine Karriere 1996 im Team der Ohio State University, für die er in der US-amerikanischen Collegeliga Central Collegiate Hockey Association im Spielbetrieb der NCAA auf dem Eis stand. Während des NHL Entry Draft 1996 wurde der Flügelstürmer von den Pittsburgh Penguins in der siebten Runde an insgesamt 186. Stelle ausgewählt. Der Rechtsschütze beendete sein Studium und wechselte 2000 in die National Hockey League zu den Penguins, die ihn jedoch überwiegend bei ihrem Farmteam, den Wilkes-Barre/Scranton Penguins, einsetzten. Nachdem er dort gute Leistungen zeigte und bereits in seinem ersten Jahr in 79 Spielen 40 Scorerpunkte erzielen konnte, bekam Meloche zum Ende der Saison 2001/02 die Chance, sich in der NHL zu beweisen.
Der damals 25-jährige konnte seine Chance jedoch nicht nutzen und stand in den folgenden Jahren weiterhin im Kader der Wilkes-Barre/Scranton Penguins. In den vier Jahren, die der Angreifer bei den Penguins verbrachte, kam er 51 Partien zum Einsatz und erzielte dabei 17 Punkte.
Zur Spielzeit 2004/05 unterschrieb Éric Meloche einen Vertrag bei den Philadelphia Phantoms, bei denen er zunächst nur in der American Hockey League bei den Philadelphia Phantoms spielte. Zwei Spieljahre später stand der Kanadier zeitweise auch im Kader der Flyers und absolvierte 49 NHL-Spiele. Nachdem er sich daraufhin kaum noch Chancen auf ein dauerhaftes Engagement in der NHL ausrechnete, wechselte der Rechtsschütze zu den Straubing Tigers in die Deutsche Eishockey Liga. Bereits in seinem ersten Jahr bei den Bayern entwickelte Meloche sich zu einem der Leistungsträger im Team und erzielte in 54 Spielen 40 Scorerpunkte.
Zum Ende der Saison 2007/08 entschied sich das Management der Tigers, den Kanadier weiterhin an den Verein zu binden und verlängerte seinen Vertrag um zwei Jahre bis 2010. Am 21. November 2010 verwandelte Meloche den siegbringenden Penalty im Spiel gegen den EHC München, was mit insgesamt 42 Versuchen das längste Penalty-Schießen in der Geschichte des Profieishockeys ist. Das Trikot und der Schläger Meloches befinden sich seither in der Hockey Hall of Fame in Toronto, wo bereits die Torwartmaske seines Vaters Gilles Meloche zu sehen ist. Nach der Saison 2010/11 entschieden die Straubing Tigers seinen auslaufenden Kontrakt nicht zu verlängern.

## Erfolge und Auszeichnungen

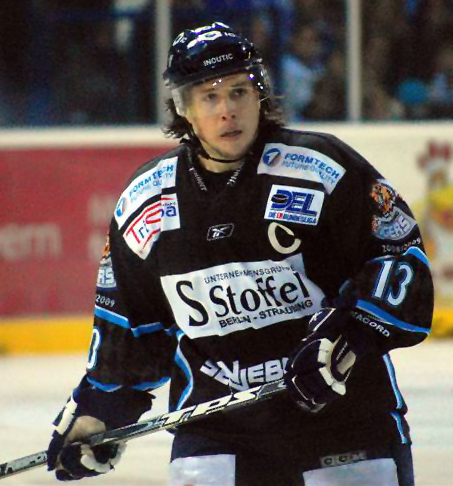

- 2005 Calder-Cup-Gewinn mit den Philadelphia Phantoms

## Statistik
(Stand: Ende der Saison 2009/10)